# Eleccions municipals de 2019 a Terrassa
Les eleccions municipals de 2019 a Terrassa es van celebrar el 26 de maig de 2019, com a part de les eleccions municipals espanyoles, per a elegir els 27 regidors de l'Ajuntament de Terrassa. El sistema electoral fa servir la regla D'Hondt amb representació proporcional, llistes tancades i una barrera electoral del 5% dels vots.
Tot per Terrassa (TXT), una candidatura independent liderada per l'antic alcalde Jordi Ballart, va trencar l'hegemonia que posseïa el Partit dels Socialistes de Catalunya (PSC) des de les eleccions municipals de 1979, i va obtenir la primera majoria simple de regidors no socialista des de llavors. La candidatura del PSC, encapçalada per Alfredo Vega va quedar en segon lloc en el que va ser descrit com una «derrota històrica», amb 7 regidors. La candidatura d'Esquerra Republicana de Catalunya-Acord Municipal va obtenir 5 regidors, la de Ciutadans-Partit de la Ciutadania 3, i la de Junts, encapçalada pel ex-conseller Lluís Puig, 2. Terrassa en Comú, hereva de la formació que va obtenir el segon lloc en 2015 amb 6 regidors, va quedar sense representació al consistori. La candidatura vinculada a la CUP i la del Partit Popular tampoc van obtenir regidors.

## Candidatures
Les principals candidatures presentades són les següents:

## Resultats
|                            |                                                                      |         |       |        |          |          |
| Candidatures               | Candidatures                                                         | Vots    | Vots  | Vots   | Regidors | Regidors |
| Candidatures               | Candidatures                                                         | Vots    | %     | ±%     | Total    | +/−      |
|                            | Tot per Terrassa (TxT)                                               | 27.972  | 29,28 | +29,28 | 10       | +10      |
|                            | Partit dels Socialistes de Catalunya-Candidatura de Progrés (PSC–CP) | 19.638  | 20,55 | -7,66  | 7        | -2       |
|                            | Esquerra Republicana de Catalunya (ERC-MES)                          | 14.263  | 14,93 | +1,44  | 5        | +1       |
|                            | Ciutadans - Partit de la Ciutadania (Cs)                             | 7.747   | 8,11  | -2,69  | 3        | =        |
|                            | Junts per Terrassa (Junts)                                           | 7.225   | 7,56  | –4,58  | 2        | –1       |
|                            |                                                                      |         |       |        |          |          |
|                            | Terrassa en Comú-En Comú Guanyem (TeC-ECG)                           | 4.637   | 4,85  | –8,64  | 0        | –6       |
|                            | Podemos - Iniciativa Verda - Unitat d'Esquerres per Terrassa (P-IVE) | 3.511   | 3,68  | =      | 0        | ±0       |
|                            | Candidatura d'Unitat Popular–Alternativa Municipalista (CUP)         | 3.427   | 3,59  | –3,53  | 0        | –1       |
|                            | Partit Popular (PP)                                                  | 2.958   | 3,09  | –2,57  | 0        | –1       |
|                            | Vox (Vox)                                                            | 2.224   | 2,33  | +2,33  | 0        | ±0       |
|                            | Terrassa per la República - Primàries (TxR)                          | 1.233   | 1,29  | +1,29  | 0        | ±0       |
|                            | Família i Vida (PFiV)                                                | 288     | 0,30  | -0,19  | 0        | ±0       |
| Vots en blanc              | Vots en blanc                                                        | 409     | 0,43  | –0,56  |          |          |
|                            |                                                                      |         |       |        |          |          |
| Total                      | Total                                                                | 95.766  |       |        | 27       | ±0       |
|                            |                                                                      |         |       |        |          |          |
| Vots vàlids                | Vots vàlids                                                          | 95.532  | 61,34 | +0,17  |          |          |
| Vots nuls                  | Vots nuls                                                            | 224     | 0,25  | –0,17  |          |          |
| Vots emesos / participació | Vots emesos / participació                                           | 95.763  | 66,17 | +5,58  |          |          |
| Abstenció                  | Abstenció                                                            | 60.360  | 38,66 | –5,58  |          |          |
| Cens                       | Cens                                                                 | 156.123 |       |        |          |          |
|                            |                                                                      |         |       |        |          |          |
| Font                       |                                                                      |         |       |        |          |          |